# Denis Gäbel
Denis Gäbel (11 november 1979) is een Duitse jazzsaxofonist en -componist.

## Biografie
Gäbel is de jongere broer van zanger Tom Gaebel en presentator Colin Gäbel. Hij kreeg al vroeg cello- en pianolessen. Toen ontdekte hij zelf de saxofoon. In 1993, op 13-jarige leeftijd, ontving hij de eerste prijs als landswinnaar van NRW bij Jugend jazzt. Vanaf 1995 studeerde hij voor een bachelor en vervolgens een master aan het Conservatorium van Amsterdam bij Dick Oatts, Ferdinand Povel, Jasper Blom en John Ruocco, waaronder een semester in het buitenland aan de Manhattan School of Music. Na een jaar in NRW bij het Youth Jazz Orchestra maakte hij van 1999 tot 2002 deel uit van de Bujazzo onder Peter Herbolzheimer.
In 2005 verhuisde hij naar Keulen. De laatste jaren heeft hij gewerkt in de bigband van zijn broer (ook als muzikaal regisseur) en met zijn eigen kwartet, maar ook met Antonio Faraò, Frank Chastenier, Dusko Goykovich en Billy Cobham. Hij was lid van de Cologne Horns, Matthias Schriefls Shreefpunk plus Bigband (Europa 2017) en de Felix Heydemann Groove Connection (Exclusieve Freak Show 2009); momenteel behoort hij tot Benjamin Schaefers BigBand Hive Mind, waarmee hij in 2018 ook een album opnam. Hij trad op op internationale festivals zoals het Burghausen Jazz Festival, het Moers Festival, het North Sea Jazz Festival, de MusikTriennale in Keulen en Elbjazz. Hij is ook te horen op albums van de Broilers, Axel Fischbacher en Hannah Köpf. Het kwartet waarmee hij in 2019 toerde en werd gedocumenteerd in radio-opnamen door de Bayerischer Rundfunk en de Deutschlandfunk bestond uit Sebastian Sternal, Reuben Rogers en Clarence Penn. Met Michael Villmow schreef hij het boek Saxofon für Dummies (Wiley VCH-Verlag 2010). Sinds 2012 doceert hij jazzsaxofoon aan de Johannes Gutenberg Universiteit in Mainz.

## Discografie
- 2018: The Good Spirits (Mons Records) met Sebastian Sternal, Martin Gjakonovski, Silvio Morger
- 2015: Ronda (Tomofon Records) met Sebastian Sternal, Martin Gjakonovski, Silvio Morger
- 2013: Neon Sounds (Double Moon Records) met Pablo Held, Martin Gjakonovski, Jonas Burgwinkel
- 2009: Love Call – Impressions of Ellington (Nagel-Heyer Records) met Jasper Blom, Pablo Held, Henning Gailing, Hendrik Smock
- 2007: Keep on Rollin (Nagel-Heyer Records) met Jasper Blom, Henning Gailing, Hendrik Smock

- Bibliothèque nationale de France: cb16622924d (data)
- Gemeinsame Normdatei: 136423116
- International Standard Name Identifier: 0000 0000 5832 7664
- Library of Congress Control Number: no2012058651
- MusicBrainz: d3eb0a96-c899-4a4c-9e38-97efef5a1660
- Nederlandse Thesaurus van Auteursnamen: 370911474
- Système universitaire de documentation: 165687355
- Virtual International Authority File: 80768997
- WorldCat: E39PBJbM3kMccfQck8qk8xCYT3